# Geher-Länderkampf der Frauen 1976 BR Deutschland – Schweden
| 4. Leichtathletik-Länderkampf mit bundesdeutscher Beteiligung 1976 | 4. Leichtathletik-Länderkampf mit bundesdeutscher Beteiligung 1976 |
| ------------------------------------------------------------------ | ------------------------------------------------------------------ |
|                                                                    |                                                                    |
| Geher-Vergleich der Frauen: BR Deutschland – Schweden              |                                                                    |
| Austragungsort                                                     | Rhede                                                              |
| Wettbewerbe                                                        | 1                                                                  |
| Datum                                                              | 23. Mai                                                            |
| 1. SWE 2. FRG                                                      | 16 Punkte 06 Punkte                                                |
| Chronik                                                            |                                                                    |
| ← FRG-SWE-HUN Geher (M)                                            | FRG-URS (M) →                                                      |

Im vierten Vergleich des Länderkampfjahres 1976 gab es eine Premiere. Zum ersten Mal führten auch die bundesdeutschen Geherinnen einen eigenen Länderkampf durch. Das Gehen für Frauen stand erst ganz am Anfang seiner Entwicklung, diese Sportart musste sich im Frauenbereich noch durchsetzen. Bei Olympischen Spielen gab es 1992 in Barcelona zum ersten Mal einen Geher-Frauenwettbewerb, bei Europameisterschaften war das 1986 in Stuttgart zum ersten Mal der Fall. Gegnerinnen des bundesdeutschen Teams am 23. Mai in Rhede waren Sportlerinnen aus Schweden.

## Modus
In diesem ersten Länderkampf der Geherinnen stand ein Wettbewerb auf dem Programm. Durchgeführt wurde wie in dieser Anfangszeit des Frauengehens ein Wettkampf auf der über fünf Kilometer Jede Nation konnte je Disziplin vier Geherinnen stellen, von denen die drei Besten gewertet wurden. Schweden trat mit nur drei Teilnehmerinnen an. Die Punkte wurden folgendermaßen verteilt: 1. Platz: 7 P / 2. Pl.: 5 P / 3. Pl.: 4 P / 4. Pl.: 3 P / …

## Ergebnis
Die schwedischen Geherinnen gestalteten diesen Länderkampf hoch dominant. Alle ihre Vertreterinnen lagen vor der bestplatzierten bundesdeutschen Athletin. So siegte Schweden mit der Maximalpunktzahl von sechzehn, die Bundesrepublik Deutschland erreichte sechs Punkte.

## Resultate

### 5-km-Straßengehen
| Platz | Athlet           | Land | Zeit (min) |
| ----- | ---------------- | ---- | ---------- |
| 1     | Margarita Simu   | SWE  | 23:52,6    |
| 2     | Siv Gustavsson   | SWE  | 23:58,6    |
| 3     | Monika Karlsson  | SWE  | 25:14,2    |
| 4     | Monika Glöckler  | FRG  | 26:11,2    |
| 5     | Heike Penner     | FRG  | 26:35,6    |
| 6     | Regine Broders   | FRG  | 27:04,6    |
| 7     | Gerda Bornwasser | FRG  | 27:52,6    |